# ペール・エクルンド
ペール・エクルンド（Per Eklund、1980年11月12日 - ）は、スウェーデンの男性総合格闘家。ストックホルム県ストックホルム出身。Hilti NHB所属。ペル・エクルンドとも表記される。

## 来歴
ボクシングとブラジリアン柔術を学び、2002年に総合格闘技デビュー。
2006年10月16日、修斗で川尻達也と対戦し、パウンドでTKO負けを喫した。
2008年1月19日、UFC初参戦となったUFC 80でサム・スタウトと対戦し、判定負け。10月18日のUFC 89ではサミー・スチアボに一本勝ちを収めた。
2009年2月21日、UFC 95でエヴァン・ダナムと対戦し、左ストレートでダウンしたところにパウンドで追撃されTKO負けを喫した。

## 戦績
| 総合格闘技 戦績 | 総合格闘技 戦績 | 総合格闘技 戦績 | 総合格闘技 戦績 | 総合格闘技 戦績 | 総合格闘技 戦績 | 総合格闘技 戦績 |
| --------------- | --------------- | --------------- | --------------- | --------------- | --------------- | --------------- |
| 21 試合         | (T)KO           | 一本            | 判定            | その他          | 引き分け        | 無効試合        |
| 15 勝           | 2               | 8               | 4               | 1               | 1               | 0               |
| 5 敗            | 3               | 0               | 2               | 0               | 1               | 0               |

| 勝敗 | 対戦相手               | 試合結果                             | 大会名                                                               | 開催年月日     |
| ×    | トーマス・ヒッテン     | 1R 0:48 KO（パンチ）                 | Vision Fighting Championship 2                                       | 2011年3月19日  |
| ×    | エヴァン・ダナム       | 1R 2:14 TKO（左ストレート→パウンド） | UFC 95: Sanchez vs. Stevenson                                        | 2009年2月21日  |
| ○    | サミー・スチアボ       | 3R 1:47 チョークスリーパー           | UFC 89: Bisping vs. Leben                                            | 2008年10月18日 |
| ×    | サム・スタウト         | 5分3R終了 判定0-3                    | UFC 80: Rapid Fire                                                   | 2008年1月19日  |
| ○    | ハファエル・ディアス   | 5分3R終了 判定3-0                    | BodogFight: Vancouver                                                | 2007年8月25日  |
| ○    | トニー・タルヴィティ   | 5分2R終了 判定3-0                    | Shooto Finland: Bloodbath                                            | 2007年5月12日  |
| ○    | デビッド・メトカーフ   | 2R 3:26 チキンウィングアームロック   | Strike and Submit 2 【SASライト級タイトルマッチ】                    | 2007年4月15日  |
| ○    | アーロン・バロー       | 1R 1:19 チキンウィングアームロック   | Strike and Submit 1 【SASライト級王座決定戦】                        | 2007年1月28日  |
| ×    | 川尻達也               | 1R 4:10 TKO（パウンド）              | 修斗                                                                 | 2006年10月14日 |
| ○    | デイビッド・バロン     | 5分3R終了 判定3-0                    | European Vale Tudo 6: Ragnarok                                       | 2006年5月6日   |
| ×    | ユーリ・イヴレフ       | 5分2R終了 判定0-3                    | M-1 MFC: Russia vs. Europe                                           | 2006年4月8日   |
| ○    | チコ・マルティネス     | 1R 腕ひしぎ十字固め                  | Rings Muay Thai                                                      | 2005年11月20日 |
| ○    | Mikhail Rosokhaty      | 1R 腕ひしぎ十字固め                  | WFCA: Latvia Free Fight 2                                            | 2004年10月24日 |
| ○    | コリン・マンスール     | -                                    | Together Productions: Fight Gala                                     | 2004年9月18日  |
| ○    | ミシェル・コックス     | 1R 4:57 V1アームロック               | Fighter Extreme 4                                                    | 2003年9月28日  |
| △    | トーマス・ヒッテン     | 5分2R終了 ドロー                     | Shooto Finland: Cold War                                             | 2003年2月22日  |
| ○    | トム・ニーニマキ       | 1R 3:53 TKO（パンチ連打）            | FinnFight 6 【フェザー級トーナメント 決勝】                          | 2002年11月30日 |
| ○    | テエム・ヌルッカラ     | 1R 0:35 TKO（パンチ連打）            | FinnFight 6 【フェザー級トーナメント 1回戦】                         | 2002年11月30日 |
| ○    | チャヴダル・パヴロウ   | 1R 三角絞め                          | Viking Fight 2: The Modern Gladiators 【ライト級トーナメント 決勝】  | 2002年10月26日 |
| ○    | カリム・ソレンセン     | 1R 腕ひしぎ十字固め                  | Viking Fight 2: The Modern Gladiators 【ライト級トーナメント 1回戦】 | 2002年10月26日 |
| ○    | イリヤ・クドリャショフ | 5分2R終了 判定2-1                    | M-1 MFC: European Championship 2002                                  | 2002年2月15日  |

## 獲得タイトル
- VF 2ライト級トーナメント 優勝（2002年）
- FinnFight 6フェザー級トーナメント 優勝（2002年）
- SASライト級王座（2007年）

## 表彰
- ブラジリアン柔術 紫帯